# Never Boring
Never Boring – kompilacja pudełkowa utworów solowych autorstwa angielskiego muzyka Freddiego Mercury'ego. Album ukazał się 11 października 2019 roku. Pudełko zawiera trzy płyty CD, kolekcję filmów na Blu-Ray i DVD, a także 120-stronicową książkę w twardej oprawie. Wszystkie dyski zostały też wydane w wersji streamingowej i na płycie winylowej.
W 2019 roku album dostał się na 18. miejsce UK Albums Chart, na 6. miejsce Scottish Albums, 21. miejsce w Australii i 32. w Polsce.  

## Lista utworów[7]

### Never Boring
| Nr                 | Tytuł                                                      | Autor tekstu                               | Długość |
| ------------------ | ---------------------------------------------------------- | ------------------------------------------ | ------- |
| 1.                 | "The Great Pretender" (Specjalna Edycja 2019)              | Buck Ram                                   | 3:27    |
| 2.                 | "I Was Born to Love You" (Specjalna Edycja 2019)           | Freddie Mercury                            | 3:38    |
| 3.                 | "Barcelona" (Edycja z Orkiestrą 2012)                      | - Mercury - Mike Moran                     | 5:42    |
| 4.                 | "In My Defence" (Remix 2000)                               | - Dave Clark - Jeff Daniels - David Soames | 3:52    |
| 5.                 | "Love Kills" (Specjalna Edycja 2019)                       | - Mercury - Giorgio Moroder                | 4:29    |
| 6.                 | "How Can I Go On" (Edycja z Orkiestrą 2012)                | - Mercury - Moran                          | 3:58    |
| 7.                 | "Love Me Like There's No Tomorrow" (Specjalna Edycja 2019) | Mercury                                    | 3:45    |
| 8.                 | "Living on My Own" (Radio Mix 1993)                        | Mercury                                    | 3:37    |
| 9.                 | "The Golden Boy" (Edycja z Orkiestrą 2012)                 | - Mercury - Moran - Tim Rice               | 5:12    |
| 10.                | "Time Waits for No One"                                    | - John Christie - Clark                    | 3:19    |
| 11.                | "She Blows Hot and Cold" (Specjalna Edycja 2019)           | Mercury                                    | 3:25    |
| 12.                | "Made in Heaven" (Specjalna Edycja 2019)                   | Mercury                                    | 4:11    |
| Długość całkowita: | Długość całkowita:                                         | Długość całkowita:                         | 48:35   |

### Mr. Bad Guy(Specjalna Edycja 2019)
| Nr                 | Tytuł                                  | Autor tekstu       | Długość |
| ------------------ | -------------------------------------- | ------------------ | ------- |
| 1.                 | "Let's Turn It On"                     | Mercury            | 3:43    |
| 2.                 | "Made in Heaven"                       | Mercury            | 4:07    |
| 3.                 | "I Was Born to Love You"               | Mercury            | 3:39    |
| 4.                 | "Foolin' Around"                       | Mercury            | 3:30    |
| 5.                 | "Your Kind of Lover"                   | Mercury            | 3:35    |
| 6.                 | "Mr. Bad Guy"                          | Mercury            | 4:10    |
| 7.                 | "Man Made Paradise"                    | Mercury            | 4:10    |
| 8.                 | "There Must Be More to Life Than This" | Mercury            | 3:02    |
| 9.                 | "Living on My Own"                     | Mercury            | 3:24    |
| 10.                | "My Love Is Dangerous"                 | Mercury            | 3:44    |
| 11.                | "Love Me Like There's No Tomorrow"     | Mercury            | 3:47    |
| Długość całkowita: | Długość całkowita:                     | Długość całkowita: | 40:51   |

### Barcelona(Edycja z Orkiestrą 2012)
| Nr                 | Tytuł                    | Autor tekstu                           | Długość |
| ------------------ | ------------------------ | -------------------------------------- | ------- |
| 1.                 | "Barcelona"              | - Mercury - Moran                      | 5:43    |
| 2.                 | "La Japonaise"           | - Mercury - Moran                      | 4:52    |
| 3.                 | "The Fallen Priest"      | - Mercury - Moran - Rice               | 5:47    |
| 4.                 | "Ensueño"                | - Montserrat Caballé - Mercury - Moran | 4:23    |
| 5.                 | "The Golden Boy"         | - Mercury - Moran - Rice               | 6:04    |
| 6.                 | "Guide Me Home"          | - Mercury - Moran                      | 2:50    |
| 7.                 | "How Can I Go On"        | - Mercury - Moran                      | 3:50    |
| 8.                 | "Exercises in Free Love" | - Mercury - Moran                      | 3:57    |
| 9.                 | "Overture Piccante"      | - Mercury - Moran                      | 6:45    |
| Długość całkowita: | Długość całkowita:       | Długość całkowita:                     | 44:13   |

### Never Boring(Blu-ray/DVD)
| Nr                 | Tytuł                                             | Długość |
| ------------------ | ------------------------------------------------- | ------- |
| 1.                 | "Made in Heaven"                                  | 4:14    |
| 2.                 | "The Great Pretender"                             | 3:26    |
| 3.                 | "Living on My Own"                                | 3:10    |
| 4.                 | "Barcelona"                                       | 4:30    |
| 5.                 | "I Was Born to Love You"                          | 3:39    |
| 6.                 | "Time Waits for No One"                           | 3:31    |
| 7.                 | "In My Defence"                                   | 3:53    |
| 8.                 | "Living on My Own" (Radio Mix)                    | 3:41    |
| 9.                 | "The Golden Boy" (La Nit performance, Barcelona)  | 6:03    |
| 10.                | "How Can I Go On" (La Nit performance, Barcelona) | 3:48    |
| 11.                | "Barcelona" (La Nit performance, Barcelona)       | 5:50    |
| Długość całkowita: | Długość całkowita:                                | 45:46   |

| Nr                 | Tytuł                                           | Długość |
| ------------------ | ----------------------------------------------- | ------- |
| 12.                | "Freddie Mercury & Dave Clark “Time” Interview" | 3:37    |
| 13.                | "The Great Pretender" (Extended Version)        | 5:54    |
| 14.                | "Barcelona" (Ku Klub performance, Ibiza)        | 5:18    |
| Długość całkowita: | Długość całkowita:                              | 14:49   |